# أحمد السبكي
أحمد السبكي هو منتج سينمائي مصري، بدا السبكي مشوارة السينيمائي في عام 1985 حين افتتح أخوه محمد السبكى نادى فيديو أعلى محل الجزارة الذي يمتلكه والده حسن السبكى. في حي الدقي بالجيزة، تخصص هذا النادى في تسويق الأفلام الأجنبية في مصر، وسرعان ما انضم محمد السبكى إلى شقيقه، وفي سنوات قليلة أصبح الشقيقان شركة لتسويق الأفلام في الشرق الأوسط.
بدأ الإنتاج شريكاً مع أخيه محمد السبكي ثم انفصل عنه مؤخراً وأصبح لكل منها كيانه الإنتاجي المستقل.

## أهم الأعمال

### أعمال نفذت قبل الانفصال عن أخيه
- عيون الصقر «1992»
- مستر كاراتيه «1993»
- سواق الهانم «1994»
- امرأة هزت عرش مصر «1995»
- الرجل الثالث «1995»
- حلق حوش «1997»
- شجيع السيما «2000»
- الرغبة «2001».
- اللمبي
- كلم ماما
- بحبك وأنا كمان «2003»
- خالتي فرنسا
- سيد العاطفي
- عمر وسلمى

### أفلام نفذت بعد الانفصال عن أخيه
- يجعلو عامر
- عقدة الخواجة
- صاحب المقام

## روابط خارجية
- أحمد السبكي على موقع IMDb (الإنجليزية)
- أحمد السبكي على موقع الدهليز
- أحمد السبكي على موقع قاعدة بيانات الأفلام العربية